# Valea Sării
Valea Sării – wieś w Rumunii, w okręgu Vrancea, w gminie Valea Sării. W 2011 roku liczyła 466
mieszkańców.